# Mont-Saint-Vincent
Mont-Saint-Vincent ist eine französische Gemeinde mit 310 Einwohnern (Stand 1. Januar 2022) im Département Saône-et-Loire in der Region Bourgogne-Franche-Comté; sie gehört zum Arrondissement Autun und zum Kanton Blanzy.

## Geografie
Mont-Saint-Vincent liegt südöstlich von Chalon-sur-Saône auf einem Plateau. An klaren Tagen kann man den Mont Blanc sehen.

## Geschichte
Seit 988 war Mont-Saint-Vincent bis 1506 ein Cluniazensisches Priorat und wurde zu einer Pfarrei.

### Bevölkerungsentwicklung
| Jahr      | 1962 | 1968 | 1975 | 1982 | 1990 | 1999 | 2009 | 2019 |
| Einwohner | 391  | 379  | 338  | 327  | 335  | 317  | 330  | 315  |

## Sehenswürdigkeiten
- Kirche Saint-Vincent aus dem 12. Jahrhundert
- Maison du Bailli, erbaut vor 1735
- 360°-Aussichtsplattform auf dem 603 m hohen Belvédère
  - 100 Meter hoher Sendemast zur Verbreitung von Fernseh- und UKW-Hörfunkprogrammen
- Archäologisches Museum

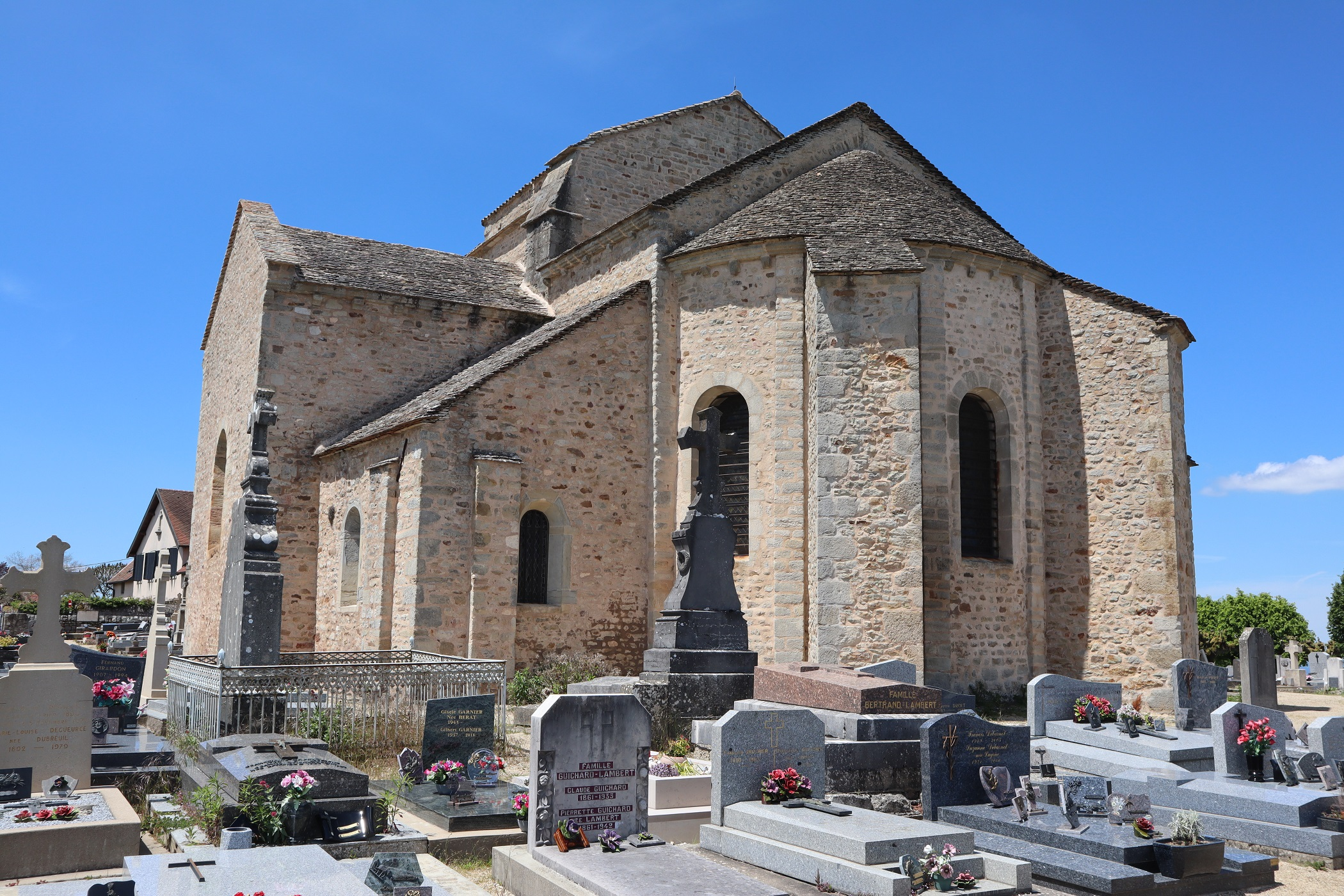
Kirche Saint-Vincent
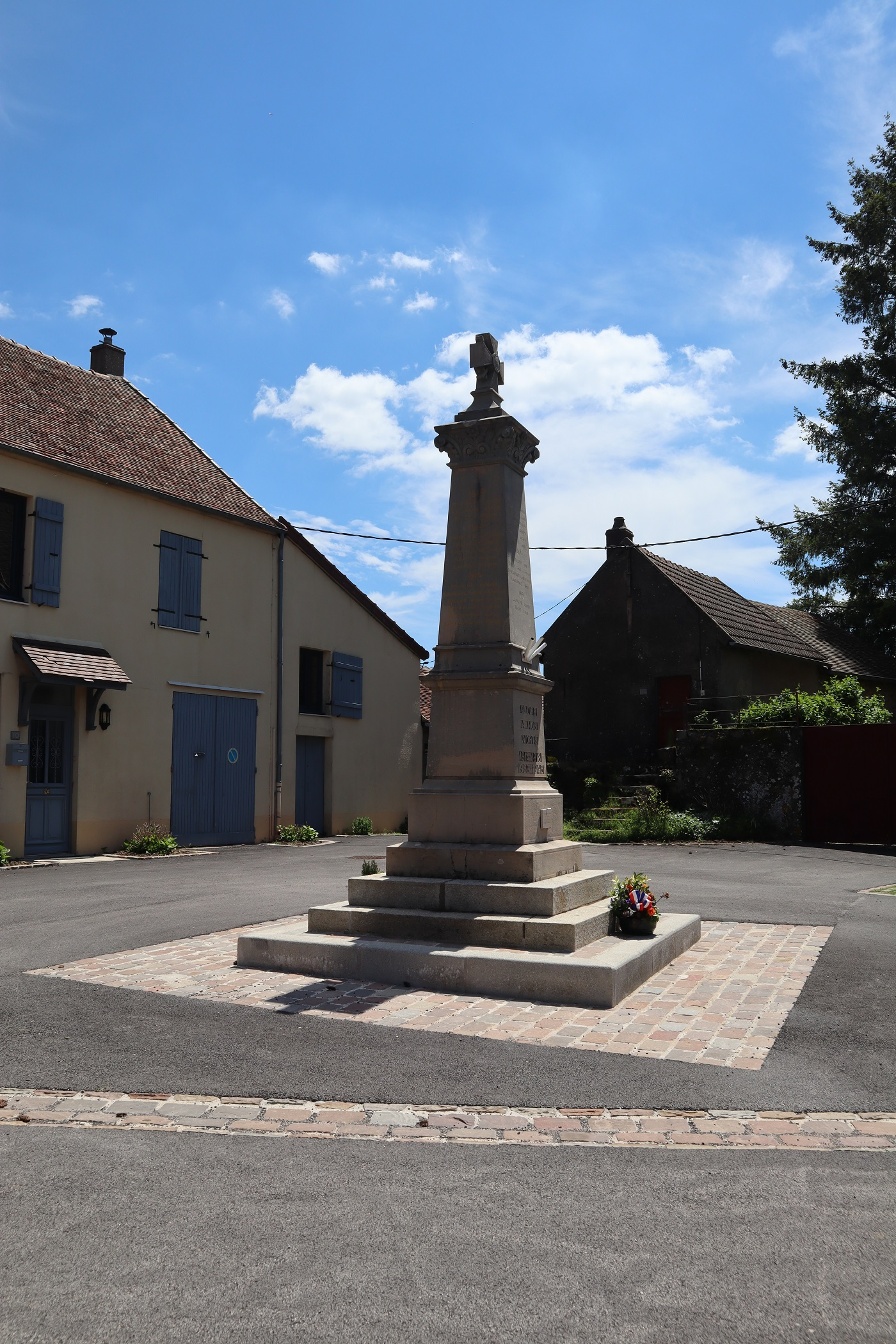
Gefallenendenkmal
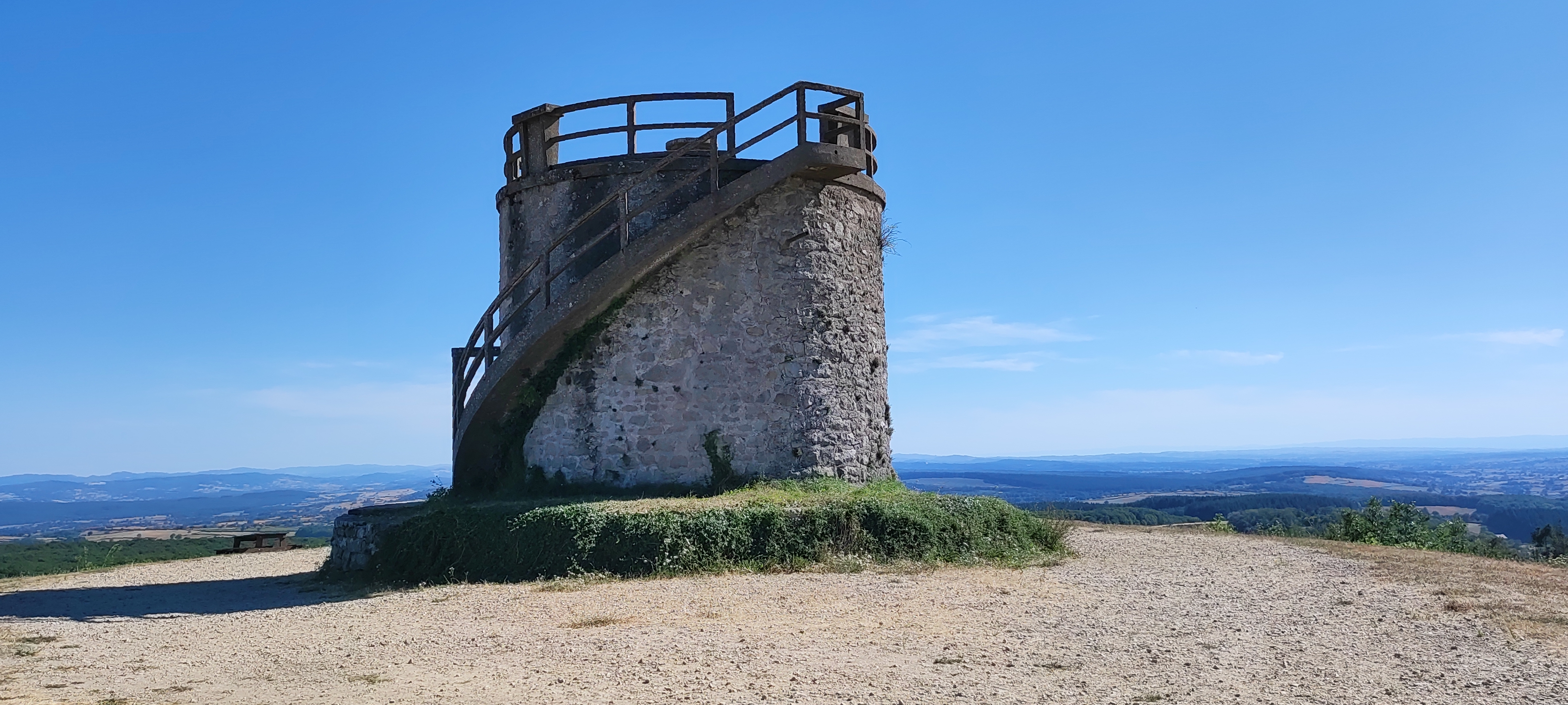
Aussichtsplattform
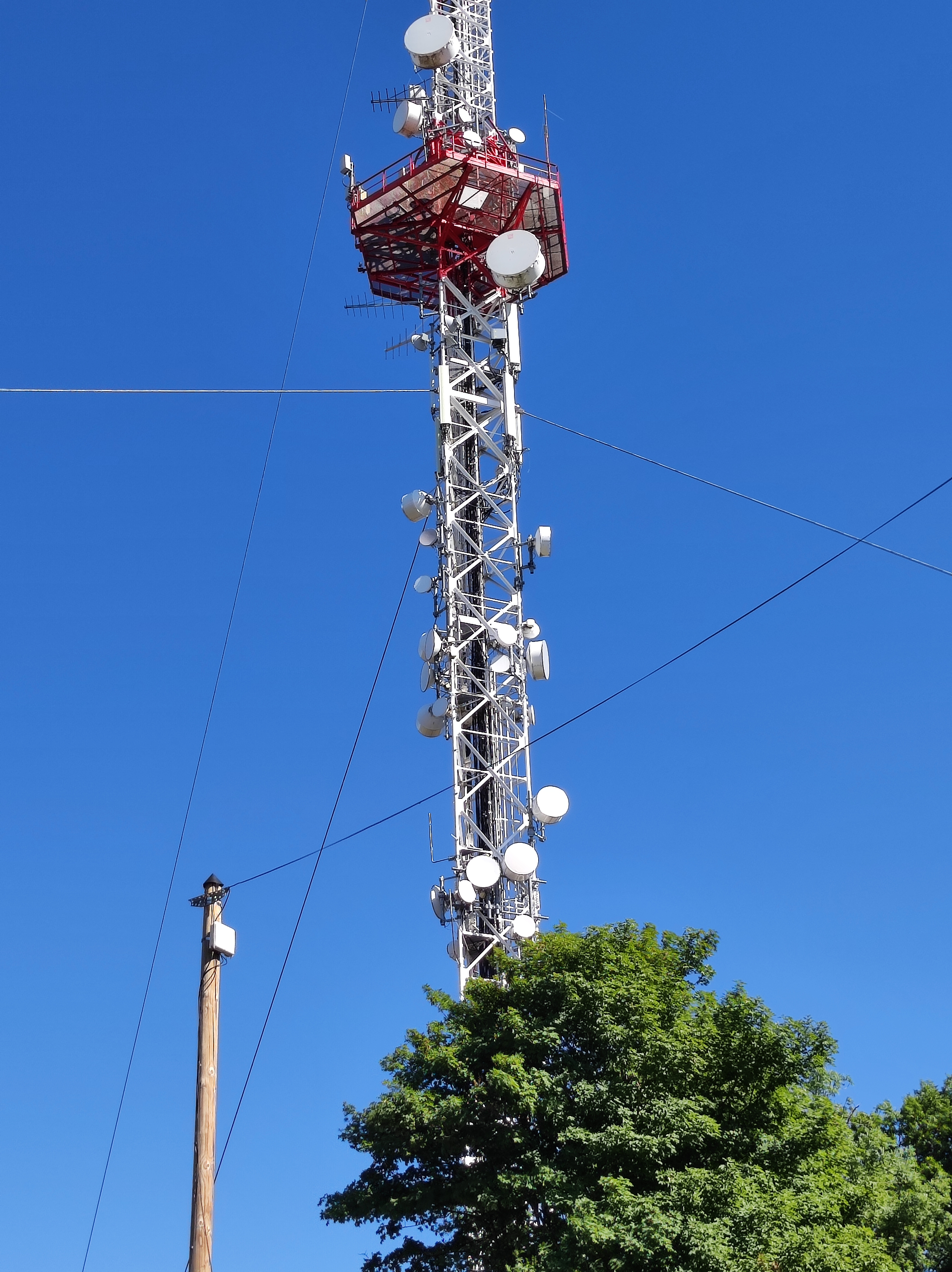
Sendemast